# Beside 〜幸せはかたわらに〜
『Beside 〜幸せはかたわらに〜』（ビサイド しあわせはかたわらに）は、F&C FC03（DreamSoft）から2001年10月26日に発売されたアダルトゲーム。
本作は、F&CがFC01〜FC03の3レーベルに再編を行った後の、FC03 (DreamSoft) としてのデビュー作となる作品である。
作品としては、オーソドックスなラブコメ風味の恋愛アドベンチャー。全体を2部構成としており、第1部は複数エピソードのどれかを選択する方式、第2部は基本的に一本道、となっている。
なお、本作にはフェアリーテールの『PALETTE』の登場人物が再登場しているが、これは本作のキャラクターデザインを行った水城たくやが、『PALLETE』でもデザインを担当していたため、キャラクターのバリエーションが必要となった際に再登板することが決まった。

## 登場キャラクター
鈴風太平（すずかぜ たいへい）
声：なし
本作の主人公で大学生。名前は名のみ変更可能。
宝月静瑠 （ほうづき しずる）
声：椎名奏子
メインヒロイン。温和で物静かな美女。ある事情で、5年前まで主人公や初と同じ家で暮らしていた。主人公にとっては姉同然であり、かつ初恋の人で、一度は告白しているがこのときは明確な返事をもらえないまま別れることになってしまっていた。短大卒業後に演劇の道へ進み、現在は劇団員として、大きな公演で重要な役を当てられたり、テレビCMに抜擢されたりと、人気を得つつある。入団後に住んでいた劇団の寮の改装工事に伴い鈴風家へ一時的に戻り、主人公と再会する。3月21日生まれ。
雪原恋歌 （せつはら れんか）
声：綾瀬まゆ
医大の3年生。主人公の兄の婚約者だが、なぜかハワイで行われているはずの結婚式をすっぽかして、主人公の家に転がり込んでくる。かつて主人公の家庭教師をしており、主人公と一度だけ関係を持ったこともあるが、それ以後、疎遠となってしまっていた。かなり破天荒な性格をしている。5月28日生まれ。
華織こよみ （はなおり こよみ）
声：長崎みなみ
主人公の従姉で、過保護な父親を持つ。就職のために名古屋から上京し、独り暮らしのためにアパートを借りようとした際に父親と遭遇し、仕方なく主人公の家に転がり込んでくる。本作のヒロインとしては最年長（24歳）だが、見た目は中学生くらいにしか見えず、補導されてしまうこともし多い。実家は華織心眼流合気術という古武術の宗家で、彼女の腕もかなりのもの。また、厳しく躾けられてきたため、家事一般はすべてこなす。6月10日生まれ。
鈴風初 （すずかぜ うぶ）
声：ひなたぼっこ
主人公の妹。明るくさっぱりした性格。主人公のことは「兄（あに）」と呼んでいる。空手をやっている。3月31日生まれ。浪人生にもかかわらず、ゲームやカラオケと遊びほうけている。しかし偏差値は低くない模様。
高山小麦 （たかやま こむぎ）
声：本山友美
主人公がアルバイトをしていたファーストフード店に、他店からヘルプとして来た少女。実は『PALETTE』に登場した小麦が成長した姿である。登場当初は眼鏡をかけて猫を被っているが、主人公達の勤務態度の不甲斐なさにキレて怒鳴り付けてしまい、本性がばれる。10月10日生まれ。
古柴瞳子 （こしば とうこ）
声：歌織
初の同級生で友人。やや内気な奥ゆかしい少女で、以前から密かに主人公に好意を寄せているが、告白できずにいた。別荘も持っているお金持ちのお嬢様。一応、ヒロインの一人ではあるが、本編冒頭のある選択によっては、まったく登場しないまま本編が終わることも。8月1日生まれ。
鹿賀祐季（かが ゆうき）
声：金田まひる
主人公のバイト仲間の少年で、初に好意を持っている。

## スタッフ
- 原画:水城たくや
- シナリオ:素浪人
- 音楽:DOORS MUSIC ENTERTAINMENT
  - OP1:白い雲を見あげて
歌:Mayumi
  - OP2:幸せはかたわらに
歌:Mayumi
  - ED:同じ空の下で
歌:Mayumi

## 関連商品

### 小説
Beside〜幸せはかたわらに〜
村上早紀著 パラダイム出版 （2002年6月発行） ISBN 4-89490-153-6

### ファンブック
Beside〜幸せはかたわらに〜ビジュアルファンブック
エンターブレイン刊 （2002年2月発行） ISBN 4-7577-0747-9

## 反響
本作はアスキーが集計したソフマップ売り上げランキング(10月23日～11月5日調査)において、1位にランクインした。